# Death & Legacy
Death & Legacy è il terzo album in studio della band austriaca symphonic metal Serenity. L'album è stato pubblicato agli inizi del 2011. Si tratta di un concept album: il filo comune che unisce i brani è infatti la storia. Ogni canzone è incentrata su eventi particolari e importanti della storia (come guerre, rivoluzioni, scoperte scientifiche), e racconta da diversi punti di vista la biografia di alcuni personaggi storici.
Il primo singolo estratto dall'album è The Chevalier, di cui è stato fatto anche un video musicale. La canzone espone un episodio della vita di Giacomo Casanova, scrittore e poeta cittadino della Repubblica di Venezia vissuto nel Settecento, che fece del proprio nome il sinonimo di seduttore.
Il secondo singolo estratto dall'album è When Canvas Starts To Burn, il cui testo è basato sulla vita di Albrecht Dürer, pittore e incisore tedesco del rinascimento. Anche di questo singolo è stato realizzato un video musicale.

## Tracce
1. Set Sail To - 0:26
2. New Horizons - 6:49
3. The Chevalier - 5:32
4. Far From Home - 4:48
5. Heavenly Mission - 5:24
6. Prayer - 1:22
7. State of Siege - 6:48
8. Changing Fate - 5:42
9. When Canvas Starts to Burn - 4:48
10. Serenade of Flames - 4:55
11. Youngest of Widows - 4:08
12. Below Eastern Skies - 1:35
13. Beyond Desert Sands - 4:54
14. To India's Shores - 4:34
15. Lament - 0:40
16. My Legacy - 4:45

## Formazione
- Georg Neuhauser - cantante
- Thomas Buchberger - chitarra solista e ritmica
- Mario Hirzinger - tastiera
- Fabio D'Amore - basso elettrico
- Andreas Schipflinger - batteria